# Carmine Falcone
Carmine Falcone, detto "Il Romano" (The Roman), è un personaggio dei fumetti ideato da Frank Miller e David Mazzucchelli, apparso originariamente nella storia Batman: Anno uno, pubblicata sulle pagine di Batman nel 1987. È uno dei capi mafiosi di Gotham City e uno dei nemici principali di Batman.

## Biografia del personaggio
In un flashback de Il lungo Halloween, il criminale Vincent Falcone porta suo figlio morente, Carmine (ferito con dei colpi di pistola dal suo rivale in affari Luigi Maroni), nella villa del celebre medico Thomas Wayne; temendo che Maroni possa uccidere Carmine in ospedale, Vincent supplica Wayne di operarlo in casa. Il giovane miliardario Bruce Wayne assiste all'intervento chirurgico che salva la vita di Falcone. Anni dopo, al funerale di Thomas e Martha Wayne, Carmine Falcone (ora membro della famiglia criminale di suo padre) dice a Bruce che potrà sempre chiedergli un favore, come segno di gratitudine per l'aiuto di Thomas.
In Batman: Anno uno, Falcone è diventato la figura più potente di Gotham City: detiene sotto controllo il sindaco, il consiglio, il commissario del GCPD Gillian Loeb, il detective Arnold Flass e gran parte della polizia e tutti gli affari criminali della città. Il suo potere viene attaccato con l'arrivo del misterioso vigilante Batman, in realtà Bruce Wayne; in un'occasione, Batman irrompe a una cena pubblica organizzata da Falcone e annuncia a tutti i partecipanti corrotti che li consegnerà alla giustizia. Nonostante Loeb cerchi di farlo arrestare, il vigilante riesce a infliggere duri colpi agli affari del malavitoso, in modo sempre più sfacciato: dopo aver scaricato l'auto del criminale nel fiume, Batman si introduce nella sua casa, lo spoglia lasciandolo in mutande e lo lega nel suo stesso letto. Umiliato, Falcone decide di farlo uccidere, senza però ottenere successo. Ulteriore beffa avviene quando Batman salva una ladra chiamata Catwoman da Falcone e dai suoi sottoposti dopo che l'hanno sorpresa a derubarli; in tale circostanza, Catwoman sfigura permanentemente Falcone graffiandolo sul volto con i suoi artigli metallici.
Falcone ordina a suo nipote Johnny Viti di rapire la famiglia del detective Jim Gordon, tra i pochi poliziotti onesti di Gotham e alleato di Batman, ma fallisce. Quando le indagini di Gordon e del procuratore distrettuale Harvey Dent cominciano a minacciare i suoi affari, Falcone cerca di far uccidere Johnny per paura che possa parlare. Ciò porta a una guerra di mafia tra la famiglia Falcone e quella di Carla Viti (sorella di Carmine) a Chicago, essendo la donna furiosa per le azioni del fratello. Tale conflitto provoca un'ulteriore diminuzione del potere di Falcone a Gotham.
Durante Il lungo Halloween, l'indebolita famiglia Falcone viene presa di mira da un serial killer chiamato Festa, in quanto agisce solo durante le festività. Per proteggere i suoi affari Falcone utilizza minacce, omicidi e persuasione, ma la situazione cambia quando Batman e Dent scoprono grazie a Catwoman uno dei magazzini di Falcone contenente milioni di denaro in contanti sporco. I due danno fuoco ai soldi, infliggendo a Falcone un colpo impossibile da ignorare. Il boss inizia quindi a prendere misure estreme, ovvero assumere i cosiddetti "mostri", criminali folli in costume che successivamente diventeranno avversari dell'Uomo Pipistrello. Per vendicarsi, Falcone convince il suo ex rivale Salvatore Maroni a uccidere Dent sotto convinzione che quest'ultimo possa essere Festa. Poco prima di essere processato per omicidio, Maroni riceve una fiala di acido che lancia in faccia a Dent durante il processo il 2 agosto, giorno del compleanno di Falcone. Dent sopravvive, ma rimane gravemente sfigurato al lato sinistro del volto, finendo per impazzire e diventare il criminale Due Facce. Due Facce assume altri criminali avversari di Batman (Joker, il Cappellaio Matto, Pinguino, Poison Ivy, lo Spaventapasseri e Solomon Grundy) per introdursi nell'abitazione di Falcone e uccide personalmente il criminale dopo aver lanciato una moneta per decidere la sua sorte. In seguito Alberto, figlio di Falcone, confessa tutti gli omicidi di Festa commessi nel tentativo di essere accettato negli affari di famiglia, sebbene sia implicito che alcuni assassinii possano essere stati messi in atto da Dent e sua moglie Gilda.
In Batman: Vittoria oscura, la tomba di Falcone viene profanata e il suo corpo scompare. Un dito viene mozzato dal cadavere e inviato a sua figlia Sofia, nuova leader della famiglia Falcone, che lo riconosce come un "messaggio vecchio stile" per indicare che qualcuno vuole portare via tutto ai Falcone. Alberto, agli arresti domiciliari, inizia a sentire quella che ritiene la voce di suo padre che cerca di spingerlo a tornare a indossare i panni di Festa. Successivamente Alberto capisce che si tratta di un inganno quando la voce lo esorta a uccidersi, sapendo che Carmine detestava il suicidio; in realtà la voce appartiene all'Uomo Calendario nascosto in passaggi segreti nella casa e le sigarette di Alberto erano contaminate con la tossina della paura dello Spaventapasseri per fomentare la sua suggestione. Alla fine viene rivelato che è Due Facce ad aver rubato il corpo di Falcone, congelandolo con l'aiuto di Mr. Freeze. Selina Kyle fa visita alla sua tomba e confessa di essere sicura che Falcone sia il suo padre biologico.

### The New 52
In The New 52 Carmine Falcone è intento a prendere il controllo di Gotham avendo in pugno il dipartimento di polizia e il sindaco Sebastian Hardy, e con la sua complicità spinge la polizia a dare la caccia a Batman, mentre dichiara guerra a Pinguino.

### DC Rebirth
In DC Rebirth Falcone viene ucciso da Joker dopo aver fallito nel suo compito, uccidere l'Enigmista, che lo stesso Joker gli aveva commissionato.

## Altri media

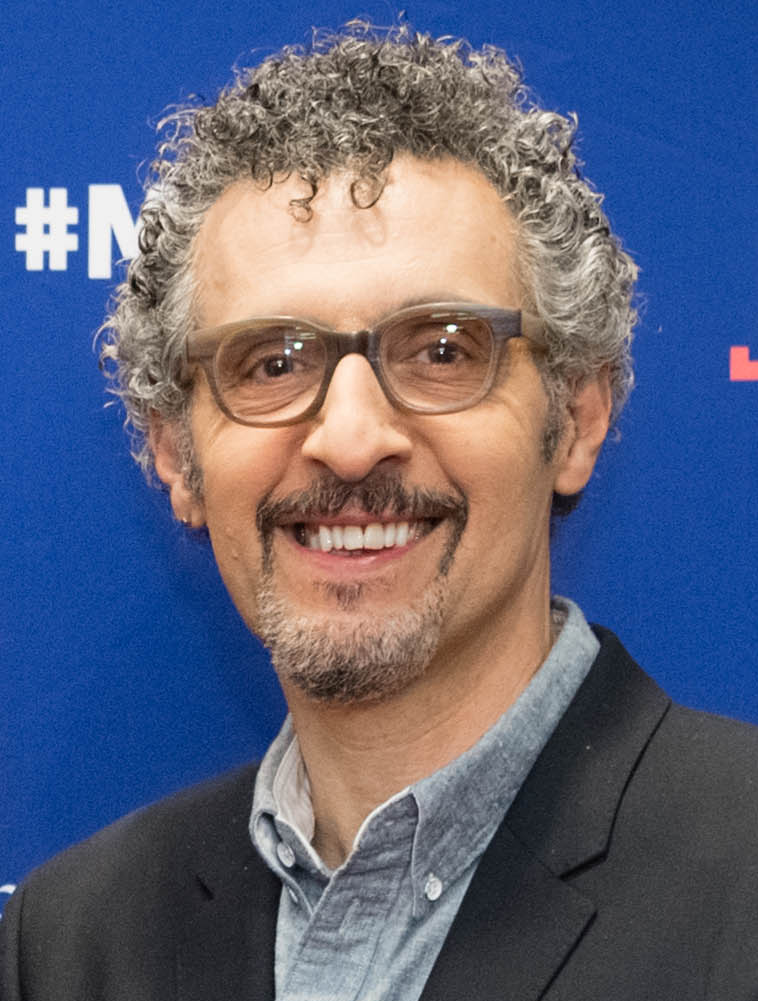
John Turturro, interprete di Carmine Falcone nel film The Batman.

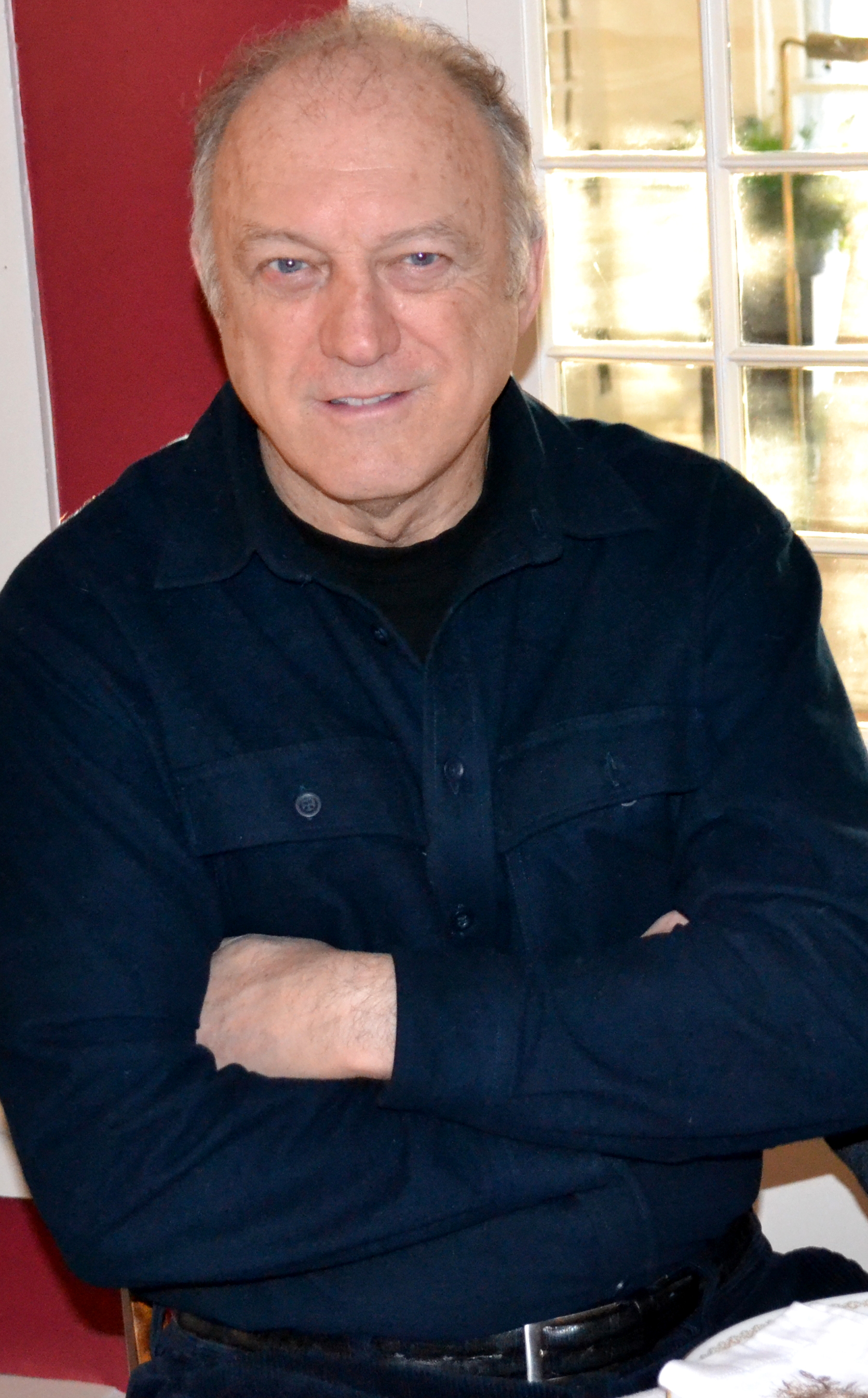
John Doman, interprete di Carmine Falcone nella serie televisiva Gotham.

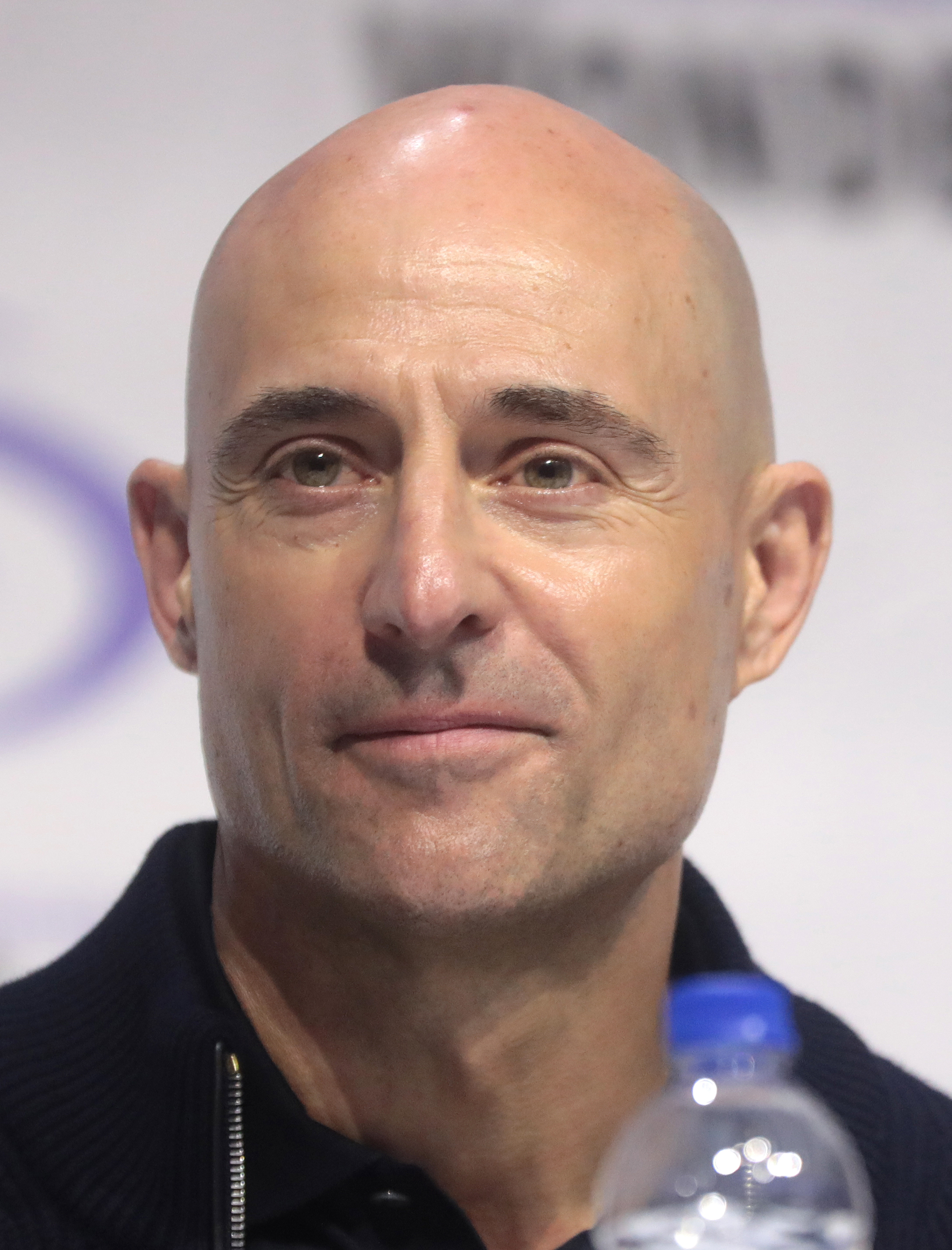
Mark Strong, interprete di Carmine Falcone nella miniserie televisiva The Penguin.

### Cinema
- Carmine Falcone appare nel film Batman Begins (2005), diretto da Christopher Nolan, interpretato da Tom Wilkinson. Nel film Falcone è il capo della mafia di Gotham con il controllo assoluto su tutte le attività illecite della città. Tra le sue file si conta Joe Chill (l'assassino dei genitori di Bruce Wayne), il giudice Faden, il detective Arnold Flass e il serial killer Victor Zsasz. Stringe un'alleanza con il chimico e psichiatra Jonathan Crane (Spaventapasseri), partecipando così ai piani criminali dall'eco-terrorista Ra's al Ghul. Il primo, però, su ordine di Ra's al Ghul, una volta entrato ad Arkham, riesce ad incarcerare il boss mafioso, facendolo credere matto e poi facendolo impazzire con del gas psicotropo per davvero.
- Falcone viene menzionato anche nel sequel Il cavaliere oscuro, e viene detto che è ancora tenuto ad Arkham. In sua assenza, la famiglia criminale è ora retta da Salvatore Maroni (interpretato da Eric Roberts).
- Carmine Falcone appare nel film The Batman (2022), diretto da Matt Reeves, interpretato da John Turturro. In questa versione cinematografica è il più potente e spietato signore del crimine di Gotham City, il boss di Oswald "Oz" Cobb (Pinguino) e soprattutto il padre della scaltra scassinatrice Selina Kyle (Catwoman), la vigilante mascherata che decide di vendicarsi di quest'ultimo che l'aveva trascurata dopo aver fatto uccidere sua madre e aver strangolato la sua amica Annika dopo che Mitchell le aveva detto che l'informatore era proprio il criminale. Batman e il commissario James Gordon arrivano all'Iceberg Lounge in tempo per fermare Selina, solo per far arrestare vivo Falcone, ma sarà l'Enigmista a uccidere il boss mafioso fuori dall'edificio con un colpo di fucile da cecchino dalla finestra, concludendo il suo regno di terrore per vent'anni.

#### Film d'animazione
- Falcone appare del film d'animazione Batman: Year One (trasposizione della storia a fumetti Batman: Anno uno).
- Falcone è presente nei film d'animazione Batman: Il lungo Halloween - Parte 1 e Batman: Il lungo Halloween - Parte 2 (trasposizione dell'omonima storia a fumetti).

### Televisione
- Carmine Falcone compare nella serie televisiva Gotham, interpretato da John Doman. In questa serie è il boss mafioso più potente della città: controlla sia la polizia che il sindaco, e ogni affare illecito passa sotto il suo controllo. Vista la sua età avanzata, però, molti mirano a prendere il suo posto; con maggior rilevanza vi sono Oswald Cobblepot, Fish Mooney, che finge totale lealtà nei suoi confronti, e Salvatore Maroni, altro potentissimo boss mafioso della città. Per molto tempo, all'insaputa di tutti, lavorava per la Corte dei gufi, le uniche persone che lui temeva. Pur essendo uno spietato signore del crimine, riconosce il valore dell'onore e della correttezza, ha un rapporto molto controverso con Gordon, che per sua stessa ammissione considera un figlio, oltre al fatto che conosceva e stimava suo padre. Ha due figli, Mario e Sofia; quest'ultima lo farà uccidere dai suoi sicari raccogliendo l'eredità della famiglia Falcone.
- Il personaggio compare in cameo nella miniserie televisiva spin-off su HBO Max The Penguin, interpretato da Mark Strong che ha preso il posto di John Turturro.

### Videogiochi
- Falcone appare nel videogioco Batman Begins (2005) adattamento dell'omonimo film, doppiato in originale dallo stesso attore cinematografico, Tom Wilkinson.
- Falcone è inoltre presente in DC Universe Online, gioco di ruolo di tipo MMORPG distribuito da Sony Online Entertainment nel 2011.
- In Batman: Arkham Origins suo figlio, Alberto Falcone, ha un ruolo secondario e Carmine viene menzionato in alcune occasioni da lui e dal Pinguino.